# Dan Petersen
Dan Petersen (Odense, 6 maggio 1972) è un ex calciatore danese, di ruolo centrocampista offensivo.

## Carriera
Vanta 9 presenze nelle competizioni UEFA per club.

## Palmarès

### Club

#### Competizioni nazionali
- Coppa di Danimarca: 1

Odense: 1990-1991
- Campionato olandese: 1

Ajax: 1993-1994
- Coppa dei Paesi Bassi: 1

Ajax: 1992-1993
- Supercoppa dei Paesi Bassi: 1

Ajax: 1993
- Campionato francese: 1

Monaco: 1996-1997

#### Competizioni internazionali
- Coppa UEFA: 1

Ajax: 1991-1992